# David Senčák
David Senčák (* 20. února 2004 Praha) je český lední hokejista hrající na postu útočníka.

## Život
S hokejem začínal v pražské Spartě, ale hrál i za jiný celek z české metropole, za Hvězdu. Ve Spartě strávil i svá mládežnická léta. V sezóně 2021/2022 nastupoval jak za juniory Sparty, tak rovněž za juniory Kobry Praha. Následující ročník (2022/2023) strávil opět v dresu sparťanských juniorů, ale devět utkání (šest v základní části a zbývající tři v playoff) hostoval mezi muži Litoměřic. Dne 25. února 2023 vstřelil v zápase proti Sokolovu (4:3) v čase 48:59 svůj první gól v soutěžním utkání za dospělé. Pro sezónu 2023/2024 se opět vrátil do mateřského celku, se kterým podepsal smlouvu.